# Angel (säsong 3)
Säsong 3 av Angel sändes 2001-2002.

## Lista över avsnitt
| Nr i serien | Nr i säsongen | Titel                   | Regissör         | Manus                   | Originalvisning   |
| ----------- | ------------- | ----------------------- | ---------------- | ----------------------- | ----------------- |
| 45          | 1             | "Heartthrob"            | David Greenwalt  | David Greenwalt         | 24 september 2001 |
| 46          | 2             | "That Vision Thing"     | Bill Norton      | Jeffrey Bell            | 1 oktober 2001    |
| 47          | 3             | "That Old Gang of Mine" | Fred Keller      | Tim Minear              | 8 oktober 2001    |
| 48          | 4             | "Carpe Noctem"          | James A. Contner | Scott Murphy            | 15 oktober 2001   |
| 49          | 5             | "Fredless"              | Marita Grabiak   | Mere Smith              | 22 oktober 2001   |
| 50          | 6             | "Billy"                 | David Grossman   | Tim Minear Jeffrey Bell | 29 oktober 2001   |
| 51          | 7             | "Offspring"             | Turi Meyer       | David Greenwalt         | 5 november 2001   |
| 52          | 8             | "Quickening"            | Skip Schoolnik   | Jeffrey Bell            | 12 november 2001  |
| 53          | 9             | "Lullaby"               | Tim Minear       | Tim Minear              | 19 november 2001  |
| 54          | 10            | "Dad"                   | Fred Keller      | David H. Goodman        | 10 december 2001  |
| 55          | 11            | "Birthday"              | Michael Grossman | Mere Smith              | 14 januari 2002   |
| 56          | 12            | "Provider"              | Bill Norton      | Scott Murphy            | 21 januari 2002   |
| 57          | 13            | "Waiting in the Wings"  | Joss Whedon      | Joss Whedon             | 4 februari 2002   |
| 58          | 14            | "Couplet"               | Tim Minear       | Tim Minear Jeffrey Bell | 18 februari 2002  |
| 59          | 15            | "Loyalty"               | James A. Contner | Mere Smith              | 25 februari 2002  |
| 60          | 16            | "Sleep Tight"           | Terrence O'Hara  | David Greenwalt         | 4 mars 2002       |
| 61          | 17            | "Forgiving"             | Turi Meyer       | Jeffrey Bell            | 15 april 2002     |
| 62          | 18            | "Double or Nothing"     | David Grossman   | David H. Goodman        | 22 april 2002     |
| 63          | 19            | "The Price"             | Marita Grabiak   | David Fury              | 29 april 2002     |
| 64          | 20            | "A New World"           | Tim Minear       | Jeffrey Bell            | 6 maj 2002        |
| 65          | 21            | "Benediction"           | Tim Minear       | Tim Minear              | 13 maj 2002       |
| 66          | 22            | "Tomorrow"              | David Greenwalt  | David Greenwalt         | 20 maj 2002       |

## Hemvideoutgivningar
Hela säsongen utgavs på DVD i region 1 den 10 februari 2004. och i region 2 den 18 oktober 2004.

### Fotnoter
1. ↑  ”Angel - The Complete 3rd Season” (på engelska). TV Shows on DVD. 10 februari 2004. Arkiverad från originalet den 3 mars 2007. https://web.archive.org/web/20070303012153/http://www.tvshowsondvd.com/releaseinfo.cfm?releaseID=3204. Läst 17 februari 2017.
2. ↑  ”Angel - Season 3 [DVD [2000]”] (på engelska). Amazon. 18 oktober 2004. https://www.amazon.co.uk/Angel-Season-DVD-David-Boreanaz/dp/B000089AS9. Läst 17 februari 2017.